# Lista över arter inom släktet skattor
Skattor (Solanum) är ett släkte inom familjen potatisväxter. Här listas de 1083 arter som anges i Catalogue of Life.

## Arter inom potatissläktet
1. Solanum abancayense
2. Solanum abbotianum
3. Solanum abitaguense
4. Solanum abollatum
5. Solanum abortivum
6. Solanum abutilifolium
7. Solanum abutiloides
8. Solanum acanthodapis
9. Solanum acanthodes
10. Solanum acaule
11. Solanum acayucense
12. Solanum accrescens
13. Solanum acerifolium
14. Solanum acetosaefolium
15. Solanum acroglossum
16. Solanum acropterum
17. Solanum acroscopicum
18. Solanum actaeabotrys
19. Solanum actephilum
20. Solanum aculeastrum
21. Solanum aculeatissimum
22. Solanum aculeolatum
23. Solanum acuminatum
24. Solanum acutilobum
25. Solanum adelense
26. Solanum adenophorum
27. Solanum adoense
28. Solanum adscendens
29. Solanum adspersum
30. Solanum aemulans
31. Solanum aethiopicum
32. Solanum affine
33. Solanum africanum
34. Solanum agrarium
35. Solanum agrimoniifolium
36. Solanum ahanjuiri
37. Solanum alatirameum
38. Solanum albidum
39. Solanum albornozii
40. Solanum aldabrense
41. Solanum aligerum
42. Solanum allophyllum
43. Solanum aloysiifolium
44. Solanum alphonsei
45. Solanum alpinum
46. Solanum alternatopinnatum
47. Solanum altissimum
48. Solanum amblophyllum
49. Solanum amblycalyx
50. Solanum amblymerum
51. Solanum americanum
52. Solanum ammophilum
53. Solanum amnicola
54. Solanum amotapense
55. Solanum amygdalifolium
56. Solanum anamatophilum
57. Solanum anceps
58. Solanum andreanum
59. Solanum anfractum
60. Solanum anguivi
61. Solanum angustialatum
62. Solanum angustifidum
63. Solanum angustifolium
64. Solanum angustum
65. Solanum anisophyllum
66. Solanum annuum
67. Solanum anoacanthum
68. Solanum anomalostemon
69. Solanum anomalum
70. Solanum apaporanum
71. Solanum aparadense
72. Solanum aphyodendron
73. Solanum apiahyense
74. Solanum apiculatum
75. Solanum appendiculatum
76. Solanum appressum
77. Solanum arachnidanthum
78. Solanum arboreum
79. Solanum arcanum
80. Solanum arenarium
81. Solanum argenteum
82. Solanum argentinum
83. Solanum argopetalum
84. Solanum aridum
85. Solanum armentalis
86. Solanum armourense
87. Solanum arundo
88. Solanum ashbyae
89. Solanum asperolanatum
90. Solanum aspersum
91. Solanum asperum
92. Solanum asterophorum
93. Solanum asteropilodes
94. Solanum asymmetriphyllum
95. Solanum athenae
96. Solanum atitlanum
97. Solanum atropurpureum
98. Solanum aturense
99. Solanum augustii
100. Solanum aureitomentosum
101. Solanum aureum
102. Solanum aviculare
103. Solanum axillifolium
104. Solanum ayacuchense
105. Solanum bahamense
106. Solanum bahianum
107. Solanum barbeyanum
108. Solanum barbisetum
109. Solanum barbulatum
110. Solanum baretiae
111. Solanum basendopogon
112. Solanum batoides
113. Solanum bauerianum
114. Solanum beaugleholei
115. Solanum bellicosum.
116. Solanum bellum
117. Solanum benadirense
118. Solanum benderianum
119. Solanum beniense
120. Solanum bequaertii
121. Solanum berthaultii
122. Solanum betaceum
123. Solanum betroka
124. Solanum bicolor
125. Solanum bistellatum
126. Solanum blanco-galdosii
127. Solanum boldoense
128. Solanum bolivianum
129. Solanum boliviense
130. Solanum bombycinum
131. Solanum bonariense
132. Solanum borgmannii
133. Solanum brachyantherum
134. Solanum brevifolium
135. Solanum brevipedicellatum
136. Solanum brownii
137. Solanum buddleifolium
138. Solanum buesii
139. Solanum bulbocastanum
140. Solanum bullatum
141. Solanum bumeliifolium
142. Solanum burchellii
143. Solanum burkartii
144. Solanum caavurana
145. Solanum cacosmum
146. Solanum caesium
147. Solanum cajamarquense
148. Solanum cajanumense
149. Solanum caldense
150. Solanum calidum
151. Solanum calileguae
152. Solanum callianthum
153. Solanum campaniforme
154. Solanum campanulatum
155. Solanum campanuliflorum
156. Solanum campechiense
157. Solanum camptostylum
158. Solanum campylacanthum
159. Solanum candidum
160. Solanum canense
161. Solanum canoasense
162. Solanum cantense
163. Solanum capense
164. Solanum capillipes
165. Solanum capsiciforme
166. Solanum capsicoides
167. Solanum carautae
168. Solanum cardiophyllum
169. Solanum carduiforme
170. Solanum caricaefolium
171. Solanum caripense
172. Solanum carolinense
173. Solanum cassioides
174. Solanum castaneum
175. Solanum cataphractum
176. Solanum catilliflorum
177. Solanum catombelense
178. Solanum celatum
179. Solanum celsum
180. Solanum centrale
181. Solanum cerasiferum
182. Solanum cernuum
183. Solanum chacoense
184. Solanum chaetophorum
185. Solanum chalmersii
186. Solanum chamaeacanthum
187. Solanum chamaepolybotryon
188. Solanum chamaesarachidium
189. Solanum cheesmaniae
190. Solanum chenopodinum
191. Solanum chenopodioides
192. Solanum chiapasense
193. Solanum chilense
194. Solanum chilliasense
195. Solanum chimborazense
196. Solanum chippendalei
197. Solanum chiquidenum
198. Solanum chlamydogynum
199. Solanum chmielewskii
200. Solanum chomatophilum
201. Solanum chrysotrichum
202. Solanum cinereum
203. Solanum cinnamomeum
204. Solanum circaeifolium
205. Solanum circinatum
206. Solanum citrinum
207. Solanum citrullifolium
208. Solanum cladotrichum
209. Solanum clandestinum
210. Solanum clarkiae
211. Solanum clarum
212. Solanum clathratum
213. Solanum cleistogamum
214. Solanum clivorum
215. Solanum coactiliferum
216. Solanum coagulans
217. Solanum coalitum
218. Solanum cobanense
219. Solanum cochabambense
220. Solanum cochoae
221. Solanum cocosoides
222. Solanum colombianum
223. Solanum comarapanum
224. Solanum commersonii
225. Solanum complectens
226. Solanum compressum
227. Solanum concarense
228. Solanum concinnum
229. Solanum confertiseriatum
230. Solanum confine
231. Solanum confusum
232. Solanum conglobatum
233. Solanum conicum
234. Solanum conocarpum
235. Solanum consimile
236. Solanum contumazaense
237. Solanum cookii
238. Solanum coquimbense
239. Solanum coracinum
240. Solanum cordatum
241. Solanum cordifolium
242. Solanum cordioides
243. Solanum cordovense
244. Solanum coriaceum
245. Solanum corifolium
246. Solanum corneliomulleri
247. Solanum cornifolium
248. Solanum corumbense
249. Solanum corymbiflorum
250. Solanum corymbosum
251. Solanum costatum
252. Solanum crassitomentosum
253. Solanum crebrispinum
254. Solanum crebrum
255. Solanum crinitipes
256. Solanum crinitum
257. Solanum crispum
258. Solanum croatii
259. Solanum crotonifolium
260. Solanum crotonoides
261. Solanum cruciferum
262. Solanum cucullatum
263. Solanum cunninghamii
264. Solanum curtilobum
265. Solanum cutervanum
266. Solanum cyaneopurpureum
267. Solanum cyclophyllum
268. Solanum cylindricum
269. Solanum cymbalariifolium
270. Solanum dallmannianum
271. Solanum damarense
272. Solanum dammerianum
273. Solanum daphnophyllum
274. Solanum darienense
275. Solanum dasyadenium
276. Solanum dasyanthum
277. Solanum dasyneuron
278. Solanum dasyphyllum
279. Solanum davidsei
280. Solanum davisense
281. Solanum decompositiflorum
282. Solanum decorum
283. Solanum defensum
284. Solanum deflexicarpum
285. Solanum deflexiflorum
286. Solanum deflexum
287. Solanum delagoense
288. Solanum delicatulum
289. Solanum delitescens
290. Solanum demissum
291. Solanum dendroicum
292. Solanum dennekense
293. Solanum denseaculeatum
294. Solanum densevestitum
295. Solanum depauperatum
296. Solanum diamantinense
297. Solanum dianthophorum
298. Solanum dianthum
299. Solanum dichroandrum
300. Solanum didymum
301. Solanum dimidiatum
302. Solanum dimorphandrum
303. Solanum dimorphispinum
304. Solanum dioicum
305. Solanum diphyllum
306. Solanum diploconos
307. Solanum discolor
308. Solanum dissectum
309. Solanum dissimile
310. Solanum distichophyllum
311. Solanum distichum
312. Solanum ditrichum
313. Solanum diversiflorum
314. Solanum diversifolium
315. Solanum dolichocremastrum
316. Solanum dolichorhachis
317. Solanum dolichosepalum
318. Solanum dolosum
319. Solanum donianum
320. Solanum douglasii
321. Solanum dryanderense
322. Solanum dulcamara
323. Solanum dulcamaroides
324. Solanum dumicola
325. Solanum dunalianum
326. Solanum dysprosium
327. Solanum eardleyae
328. Solanum eburneum
329. Solanum echegarayi
330. Solanum echinatum
331. Solanum edinense
332. Solanum edmondstonii
333. Solanum ehrenbergii
334. Solanum elachophyllum
335. Solanum elaeagnifolium
336. Solanum elegans
337. Solanum ellipticum
338. Solanum elvasioides
339. Solanum eminens
340. Solanum endoadenium
341. Solanum endopogon
342. Solanum ensifolium
343. Solanum eremophilum
344. Solanum erianthum
345. Solanum erosomarginatum
346. Solanum erosum
347. Solanum erythracanthum
348. Solanum erythrotrichum
349. Solanum esuriale
350. Solanum etuberosum
351. Solanum euacanthum
352. Solanum evolvulifolium
353. Solanum evonymoides
354. Solanum excisirhombeum
355. Solanum exiguum
356. Solanum expedunculatum
357. Solanum falconense
358. Solanum fallax
359. Solanum felinum
360. Solanum fernandezianum
361. Solanum ferocissimum
362. Solanum ferox
363. Solanum ferrugineum
364. Solanum fervens
365. Solanum fiebrigii
366. Solanum filiforme
367. Solanum flaccidum
368. Solanum flagellare
369. Solanum flagelliferum
370. Solanum flahaultii
371. Solanum florulentum
372. Solanum foetens
373. Solanum forskalii
374. Solanum forsterii
375. Solanum fortunense
376. Solanum fosbergianum
377. Solanum fragile
378. Solanum francisii
379. Solanum fraxinifolium
380. Solanum fructu-tecto
381. Solanum fulgens
382. Solanum fulvidum
383. Solanum furcatum
384. Solanum furfuraceum
385. Solanum fusiforme
386. Solanum gabrielae
387. Solanum galapagense
388. Solanum galbinum
389. Solanum garciabarrigae
390. Solanum gardnerii
391. Solanum gemellum
392. Solanum georgicum
393. Solanum gertii
394. Solanum gibbsiae
395. Solanum giganteum
396. Solanum gilesii
397. Solanum gilioides
398. Solanum glaberrimum
399. Solanum glabratum
400. Solanum glaucescens
401. Solanum glaucophyllum
402. Solanum glutinosum
403. Solanum gnaphalocarpon
404. Solanum goetzei
405. Solanum gomphodes
406. Solanum goniocaulon
407. Solanum gonocladum
408. Solanum gonyrhachis
409. Solanum goodspeedii
410. Solanum grandiflorum
411. Solanum graniticum
412. Solanum granuloso-leprosum
413. Solanum gratum
414. Solanum graveolens
415. Solanum grayi
416. Solanum guamense
417. Solanum guaraniticum
418. Solanum guerreroense
419. Solanum guineense
420. Solanum gundlachii
421. Solanum gympiense
422. Solanum habrocaulon
423. Solanum habrochaites
424. Solanum hamulosum
425. Solanum hapalum
426. Solanum harmandii
427. Solanum hasslerianum
428. Solanum hastatilobum
429. Solanum hastifolium
430. Solanum havanense
431. Solanum hayesii
432. Solanum hazenii
433. Solanum heinianum
434. Solanum heiseri
435. Solanum heleonastes
436. Solanum herbabona
437. Solanum herculeum
438. Solanum hesperium
439. Solanum heteracanthum
440. Solanum heterodoxum
441. Solanum heteropodium
442. Solanum hexandrum
443. Solanum hibernum
444. Solanum hidetaroi
445. Solanum hieronymi
446. Solanum hindsianum
447. Solanum hintonii
448. Solanum hirtellum
449. Solanum hirtulum
450. Solanum hirtum
451. Solanum hjertingii
452. Solanum hoehnei
453. Solanum homalospermum
454. Solanum hoplopetalum
455. Solanum horridum
456. Solanum hotteanum
457. Solanum hougasii
458. Solanum houstonii
459. Solanum hovei
460. Solanum huancabambense
461. Solanum huayavillense
462. Solanum huaylasense
463. Solanum hugonis
464. Solanum humblotii
465. Solanum humboldtianum
466. Solanum humectophilum
467. Solanum humile
468. Solanum hutchisonii
469. Solanum hypacrarthrum
470. Solanum hypaleurotrichum
471. Solanum hypocalycosarcum
472. Solanum hyporhodium
473. Solanum hystrix
474. Solanum iltisii
475. Solanum imamense
476. Solanum imbaburense
477. Solanum imberbe
478. Solanum immite
479. Solanum inaequilaterale
480. Solanum inaequilaterum
481. Solanum inaequiradians
482. Solanum incanoalabastrum
483. Solanum incanum
484. Solanum incarceratum
485. Solanum incompletum
486. Solanum incomptum
487. Solanum incurvum
488. Solanum indivisum
489. Solanum inelegans
490. Solanum infundibuliforme
491. Solanum infuscatum
492. Solanum innoxium
493. Solanum inodorum
494. Solanum insidiosum
495. Solanum insulae-paschalis
496. Solanum insulae-pinorum
497. Solanum interandinum
498. Solanum intermedium
499. Solanum intonsum
500. Solanum involucratum
501. Solanum iodotrichum
502. Solanum ionidium
503. Solanum iopetalum
504. Solanum irregulare
505. Solanum ivohibe
506. Solanum jabrense
507. Solanum jamaicense
508. Solanum jamesii
509. Solanum johnsonianum
510. Solanum johnstonii
511. Solanum jubae
512. Solanum jucundum
513. Solanum juglandifolium
514. Solanum julocrotonoides
515. Solanum juncalense
516. Solanum jussiaei
517. Solanum juvenale
518. Solanum juzepczuckii
519. Solanum kagehense
520. Solanum karsense
521. Solanum keniense
522. Solanum kioniotrichum
523. Solanum kleinii
524. Solanum kurtzianum
525. Solanum kwebense
526. Solanum lacerdae
527. Solanum lachneion
528. Solanum lachnophyllum
529. Solanum laciniatum
530. Solanum lacunarium
531. Solanum laevigatum
532. Solanum lamprocarpum
533. Solanum lanceifolium
534. Solanum lanceolatum
535. Solanum lanzae
536. Solanum lasiocarpum
537. Solanum lasiocladum
538. Solanum lasiophyllum
539. Solanum lasiopodium
540. Solanum latens
541. Solanum latiflorum
542. Solanum laurifrons
543. Solanum laxissimum
544. Solanum laxum
545. Solanum leiophyllum
546. Solanum leopoldensis
547. Solanum lepidotum
548. Solanum leptacanthum
549. Solanum leptocaulon
550. Solanum leptopodum
551. Solanum leptorhachis
552. Solanum leptostachys
553. Solanum lesteri
554. Solanum leucandrum
555. Solanum leucocarpon
556. Solanum leucodendron
557. Solanum leucopogon
558. Solanum lianoides
559. Solanum lichtensteinii
560. Solanum lidii
561. Solanum lignescens
562. Solanum limbaniense
563. Solanum limitare
564. Solanum lindenii
565. Solanum linearifolium
566. Solanum linnaeanum
567. Solanum litoraneum
568. Solanum lobbianum
569. Solanum longevirgatum
570. Solanum longiconicum
571. Solanum longissimum
572. Solanum lorentzii
573. Solanum loxophyllum
574. Solanum lucani
575. Solanum lucens
576. Solanum luculentum
577. Solanum lumholtzianum
578. Solanum luridifuscescens
579. Solanum luteoalbum
580. Solanum luzoniense
581. Solanum lycocarpum
582. Solanum lycopersicoides
583. Solanum lycopersicum
584. Solanum lyratum
585. Solanum lythrocarpum
586. Solanum macaonense
587. Solanum macbridei
588. Solanum macoorai
589. Solanum macracanthum.
590. Solanum macrocarpon
591. Solanum macrothyrsum
592. Solanum macrotonum
593. Solanum madagascariense
594. Solanum maestrense
595. Solanum maglia
596. Solanum magnifolium
597. Solanum mahoriense
598. Solanum malacothrix
599. Solanum malletii
600. Solanum malmeanum
601. Solanum mammosum
602. Solanum mankiense
603. Solanum mapiricum
604. Solanum mapiriense
605. Solanum maranguapense
606. Solanum marantifolium
607. Solanum marginatum
608. Solanum matadori
609. Solanum maternum
610. Solanum maturecalvans
611. Solanum mauense
612. Solanum mauritianum
613. Solanum medians
614. Solanum megalochiton
615. Solanum megalonyx
616. Solanum melanospermum
617. Solanum melastomoides
618. Solanum melissarum
619. Solanum melongena
620. Solanum memphiticum
621. Solanum mentiens
622. Solanum merrillianum
623. Solanum mesopliarthrum
624. Solanum metarsium
625. Solanum michoacanum
626. Solanum microdontum
627. Solanum microleprodes
628. Solanum microphyllum
629. Solanum minutifoliolum
630. Solanum miragoanae
631. Solanum missimense
632. Solanum mitchellianum
633. Solanum mite
634. Solanum mitlense
635. Solanum mochiquense
636. Solanum moense
637. Solanum monachophyllum
638. Solanum monadelphum
639. Solanum monanthemon
640. Solanum monarchostemon
641. Solanum monotanthum
642. Solanum montanum
643. Solanum morellifolium
644. Solanum morelliforme
645. Solanum morii
646. Solanum mortonii
647. Solanum moxosense
648. Solanum muansense
649. Solanum muenscheri
650. Solanum multifidum
651. Solanum multiglochidiatum
652. Solanum multispinum
653. Solanum multivenosum
654. Solanum muricatum
655. Solanum myosotis
656. Solanum myoxotrichum
657. Solanum myriacanthum
658. Solanum myrsinoides
659. Solanum nakurense
660. Solanum narcoticosmum
661. Solanum naucinum
662. Solanum nava
663. Solanum nelsoni
664. Solanum nematorhachis
665. Solanum nemophilum
666. Solanum nemorense
667. Solanum neoanglicum
668. Solanum neorickii
669. Solanum neorossii
670. Solanum neoweberbaueri
671. Solanum nienkui
672. Solanum nigrescens
673. Solanum nigricans
674. Solanum nigriviolaceum
675. Solanum nigrum
676. Solanum nitidum
677. Solanum nobile
678. Solanum nolense
679. Solanum nossibeense
680. Solanum nubicola
681. Solanum nudum
682. Solanum nummularium
683. Solanum nuricum
684. Solanum nutans
685. Solanum obliquum
686. Solanum oblongifolium
687. Solanum oblongum
688. Solanum obovalifolium
689. Solanum occultum
690. Solanum ochrancanthum
691. Solanum ochranthum
692. Solanum ochrophyllum
693. Solanum odoriferum
694. Solanum oedipus
695. Solanum oldfieldii
696. Solanum oligacanthum
697. Solanum oligandrum
698. Solanum oliveirae
699. Solanum olmosense
700. Solanum ombrophilum
701. Solanum oocarpum
702. Solanum opacum
703. Solanum oppositifolium
704. Solanum orbiculatum
705. Solanum orthacanthum
706. Solanum ovalifolium
707. Solanum ovum-fringillae
708. Solanum oxycarpum
709. Solanum oxyphyllum
710. Solanum pabstii
711. Solanum pachimatium
712. Solanum pachyandrum
713. Solanum pachyneuroides
714. Solanum pachyneurum
715. Solanum palinacanthum
716. Solanum palitans
717. Solanum pallidum
718. Solanum palmeri
719. Solanum palmillae
720. Solanum paludosum
721. Solanum palustre
722. Solanum pampaninii
723. Solanum pancheri
724. Solanum panduriforme
725. Solanum paniculatum
726. Solanum papaverifolium
727. Solanum paposanum
728. Solanum papuanum
729. Solanum paraibanum
730. Solanum paralum
731. Solanum paranense
732. Solanum parishii
733. Solanum parvifolium
734. Solanum pastillum
735. Solanum paucisectum
736. Solanum pauperum
737. Solanum pectinatum
738. Solanum pedemontanum
739. Solanum pedersenii
740. Solanum peekelii
741. Solanum peikuoense
742. Solanum pelagicum
743. Solanum pendulum
744. Solanum pennellii
745. Solanum pentaphyllum
746. Solanum pereirae
747. Solanum perlongistylum
748. Solanum pertenue
749. Solanum peruvianum
750. Solanum petraeum
751. Solanum petrophilum
752. Solanum phaseoloides
753. Solanum phlomoides
754. Solanum physalifolium
755. Solanum pilcomayense
756. Solanum pillahuatense
757. Solanum piluliferum
758. Solanum pimpinellifolium
759. Solanum pinetorum
760. Solanum pinnatisectum
761. Solanum pinnatum
762. Solanum piperiferum
763. Solanum pittosporifolium
764. Solanum piurae
765. Solanum placitum
766. Solanum platacanthum
767. Solanum platense
768. Solanum platycypellon
769. Solanum plicatile
770. Solanum plowmanii
771. Solanum plumense
772. Solanum pluviale
773. Solanum poinsettiifolium
774. Solanum polyacanthon
775. Solanum polyadenium
776. Solanum polygamum
777. Solanum polytrichum
778. Solanum praetermissum
779. Solanum premnifolium
780. Solanum prinophyllum
781. Solanum procurrens
782. Solanum proteanthum
783. Solanum pseuderanthemoides
784. Solanum pseudoauriculatum
785. Solanum pseudocapsicum
786. Solanum pseudodaphnopsis
787. Solanum pseudolulo
788. Solanum pseudoquina
789. Solanum psychotrioides
790. Solanum ptychanthum
791. Solanum pubescens
792. Solanum pubigerum
793. Solanum pugiunculiferum
794. Solanum pulverulentifolium
795. Solanum pumilum
796. Solanum punctulatum
797. Solanum pungetium
798. Solanum pusillum
799. Solanum pycnanthemum
800. Solanum pygmaeum
801. Solanum pyracanthon
802. Solanum pyrifolium
803. Solanum quadriloculatum
804. Solanum quaesitum
805. Solanum quebradense
806. Solanum quitoënse
807. Solanum radicans
808. Solanum ramonense
809. Solanum ramulosum
810. Solanum raquialatum
811. Solanum reductum
812. Solanum reflexiflorum
813. Solanum refractifolium
814. Solanum refractum
815. Solanum reineckii
816. Solanum reitzii
817. Solanum remyanum
818. Solanum repandum
819. Solanum reptans
820. Solanum restingae
821. Solanum retroflexum
822. Solanum retrorsum
823. Solanum rhytidoandrum
824. Solanum richardii
825. Solanum rigidum
826. Solanum riojense
827. Solanum riparium
828. Solanum ripense
829. Solanum rivicola
830. Solanum rixosum
831. Solanum robinsonii
832. Solanum roblense
833. Solanum robustifrons
834. Solanum robustum
835. Solanum rojasianum
836. Solanum roseum
837. Solanum rostratum
838. Solanum rovirosanum
839. Solanum rubetorum
840. Solanum rubiginosum
841. Solanum rudepannum
842. Solanum rufescens
843. Solanum rugosum
844. Solanum ruizii
845. Solanum runsoriense
846. Solanum rupincola
847. Solanum sagittantherum
848. Solanum salamancae
849. Solanum salasianum
850. Solanum salicifolium
851. Solanum sambiranense
852. Solanum sambucinum
853. Solanum sanchez-vegae
854. Solanum sanctaecatharinae
855. Solanum sandwicense
856. Solanum santosii
857. Solanum saponaceum
858. Solanum sarrachoides
859. Solanum saruwagedensis
860. Solanum saturatum
861. Solanum savanillense
862. Solanum scabrifolium
863. Solanum scabrum
864. Solanum schefferi
865. Solanum schenckii
866. Solanum schimperianum
867. Solanum schlechtendalianum
868. Solanum schliebenii
869. Solanum schomburghii
870. Solanum schulzianum
871. Solanum schumannianum
872. Solanum schwackei
873. Solanum sciadostylis
874. Solanum scuticum
875. Solanum seaforthianum
876. Solanum selachophyllum
877. Solanum selleanum
878. Solanum sellovianum
879. Solanum sellowii
880. Solanum semiarmatum
881. Solanum semotum
882. Solanum sendtnerianum
883. Solanum senticosum
884. Solanum septemlobum
885. Solanum seretii
886. Solanum serpens
887. Solanum sessile
888. Solanum sessiliflorum
889. Solanum setaceum
890. Solanum setosissimum
891. Solanum shirleyanum
892. Solanum sibundoyense
893. Solanum sieberi
894. Solanum silvestre
895. Solanum simile
896. Solanum simplicissimum
897. Solanum sinaicum
898. Solanum sinuatiexcisum
899. Solanum sinuatirecurvum
900. Solanum siphonobasis
901. Solanum sisymbriifolium
902. Solanum sitiens
903. Solanum skutchii
904. Solanum smithii
905. Solanum sodiroi
906. Solanum sodomaeodes
907. Solanum sogarandinum
908. Solanum somalense
909. Solanum sooretamum
910. Solanum sousanum
911. Solanum spegazzinii
912. Solanum spirale
913. Solanum spissifolium
914. Solanum sporadotrichum
915. Solanum stagnale
916. Solanum stellatiglandulosum
917. Solanum stellativelutinum
918. Solanum stellativillosum
919. Solanum stelligerum
920. Solanum stenandrum
921. Solanum stenophyllidium
922. Solanum stenophyllum
923. Solanum stenopterum
924. Solanum steyermarkii
925. Solanum stipitatostellatum
926. Solanum stipulaceum
927. Solanum stipulatum
928. Solanum stoloniferum
929. Solanum storkii
930. Solanum stramoniifolium
931. Solanum stuckertii
932. Solanum stupefactum
933. Solanum sturtianum
934. Solanum styraciflorum
935. Solanum suaveolens
936. Solanum subinerme
937. Solanum sublentum
938. Solanum subserratum
939. Solanum subsylvestre
940. Solanum subumbellatum
941. Solanum subvelutinum
942. Solanum sumacaspi
943. Solanum superbum
944. Solanum supinum
945. Solanum swartzianum
946. Solanum sycocarpum
947. Solanum sycophanta
948. Solanum symmetricum
949. Solanum symonii
950. Solanum tabacicolor
951. Solanum tabanoense
952. Solanum tacanense
953. Solanum taeniotrichum
954. Solanum taitense
955. Solanum talarense
956. Solanum tampicense
957. Solanum tanysepalum
958. Solanum tarderemotum
959. Solanum tarnii
960. Solanum tegore
961. Solanum tenuiflagellatum
962. Solanum tenuihamatum
963. Solanum tenuipes
964. Solanum tenuisetosum
965. Solanum tenuispinum
966. Solanum tenuissimum
967. Solanum tepuiense
968. Solanum terminale
969. Solanum ternatum
970. Solanum terraneum
971. Solanum tetramerum
972. Solanum tetrandrum
973. Solanum tetrathecum
974. Solanum tettense
975. Solanum thelopodium
976. Solanum thomasiifolium
977. Solanum thorelii
978. Solanum tobagense
979. Solanum toldense
980. Solanum toliaraea
981. Solanum tomentosum
982. Solanum torreanum
983. Solanum torricellense
984. Solanum torvoideum
985. Solanum torvum
986. Solanum tovarii
987. Solanum trachycarpum
988. Solanum trachycyphum
989. Solanum trachytrichium
990. Solanum tredecimgranum
991. Solanum trepidans
992. Solanum tribulosum
993. Solanum trichoneuron
994. Solanum trichopetiolatum
995. Solanum trichostylum
996. Solanum tricuspidatum
997. Solanum trifidum
998. Solanum triflorum
999. Solanum trifolium
1000. Solanum trilobatum
1001. Solanum trinitense
1002. Solanum trinominum
1003. Solanum tripartitum
1004. Solanum triplinervium
1005. Solanum triquetrum
1006. Solanum trisectum
1007. Solanum triste
1008. Solanum trizygum
1009. Solanum troyanum
1010. Solanum truncatum
1011. Solanum truncicolum
1012. Solanum tuberosum
1013. Solanum tudununggae
1014. Solanum tuerckheimii
1015. Solanum tumulicola
1016. Solanum tunariense
1017. Solanum turgidum
1018. Solanum turneroides
1019. Solanum turraeaefolium
1020. Solanum tweedianum
1021. Solanum uleanum
1022. Solanum ultimum
1023. Solanum umbellatum
1024. Solanum umbelliferum
1025. Solanum umbratile
1026. Solanum uncinellum
1027. Solanum undatum
1028. Solanum unifoliatum
1029. Solanum unilobum
1030. Solanum urens
1031. Solanum urosepalum
1032. Solanum ursinum
1033. Solanum usambarense
1034. Solanum usaramense
1035. Solanum vacciniiflorum
1036. Solanum vaccinioides
1037. Solanum wackettii
1038. Solanum vaillantii
1039. Solanum valdiviense
1040. Solanum valerianum
1041. Solanum validinervium
1042. Solanum wallacei
1043. Solanum vallis-mexici
1044. Solanum vansittartense
1045. Solanum variabile
1046. Solanum warmingii
1047. Solanum velleum
1048. Solanum vellozianum
1049. Solanum velutinum
1050. Solanum velutissimum
1051. Solanum welwitschii
1052. Solanum wendlandii
1053. Solanum venosum
1054. Solanum venturii
1055. Solanum verecundum
1056. Solanum vernei
1057. Solanum verrucosum
1058. Solanum versicolor
1059. Solanum vescum
1060. Solanum vespertilio
1061. Solanum vestissimum
1062. Solanum whalenii
1063. Solanum viarum
1064. Solanum vicinum
1065. Solanum wightii
1066. Solanum viirsooi
1067. Solanum villosum
1068. Solanum violaceimarmoratum
1069. Solanum violaceum
1070. Solanum virginianum
1071. Solanum viride
1072. Solanum viridifolium
1073. Solanum viscosissimum
1074. Solanum wittei
1075. Solanum volubile
1076. Solanum woodburyi
1077. Solanum wrightii
1078. Solanum xanthophaeum
1079. Solanum xanti
1080. Solanum yanamonense
1081. Solanum yirrkalense
1082. Solanum youngii
1083. Solanum zanzibarense